# Marija Petrowa (Turnerin)
Marija Dimitrowa Petrowa (bulgarisch Мария Димитрова Петрова; englische Transkription Maria Petrova; * 13. November 1975 in Plowdiw) ist eine ehemalige bulgarische rhythmische Sportgymnastin und mehrfache Welt- und Europameisterin.

## Sportliche Karriere
Marija Petrowa war Teil der „goldene Mädchen“-Generation, die den Sport in den 1980er und frühen 1990er Jahren dominierte. Sie begann ihre Karriere im Alter von fünf Jahren im Sportclub „Trakia“ Plowdiw, trainiert von Natalja Morawenowa. Ab 1991 wurde sie von Neschka Robewa im Sportclub Lewski Sofia trainiert. Bei ihrem ersten WM-Auftritt 1991 in Athen belegte Petrowa nach einem Reifensturz den zweiten Platz im Teamwettbewerb.
Petrowa gehörte zu den Favoriten, die eine Goldmedaille gewinnen konnte, fand sich jedoch im Einzelmehrkampf-Finale bei den Olympischen Sommerspielen in Barcelona 1992 auf dem fünften Platz wieder, nachdem gegen sie wegen des Reißverschlusses auf der Rückseite ihres Trikots, der während ihrer Reifenübung gebrochen war, eine Strafe verhängt wurde. Ein paar Monate später, bei den Weltmeisterschaften, belegte Petrowa den zweiten Platz hinter der Russin Oksana Kostina und vor der Weißrussin Larissa Lukjanenko.

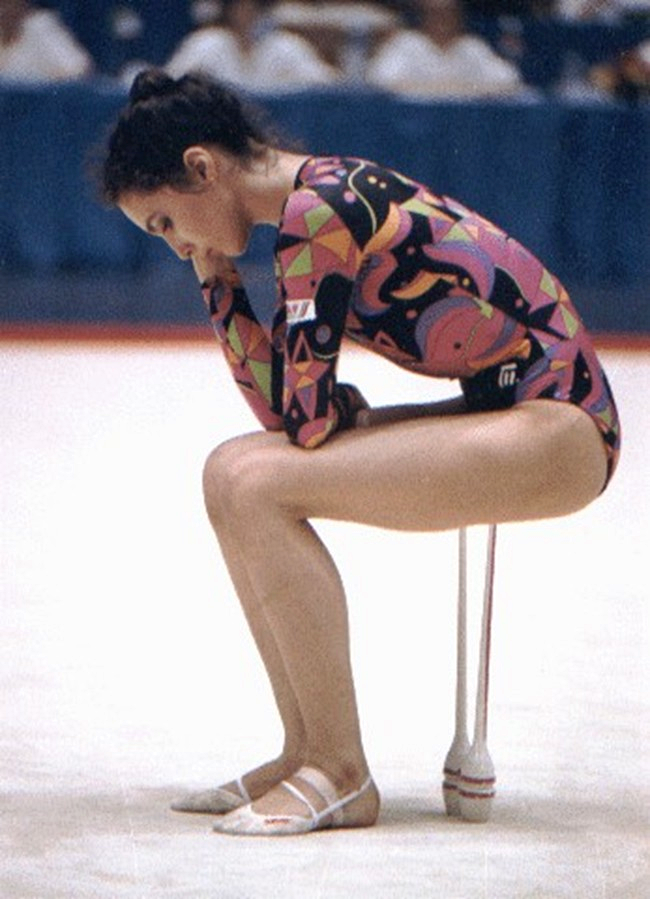
Marija Petrowa 1993 in Málaga

Ihren größten Erfolg erzielte Marija Petrowa 1993 bei der Weltmeisterschaft in Alicante, bei der sie u. a. fünf Goldmedaillen gewann.
Indem sie drei Jahre hintereinander Weltmeisterin wurde, gewann sie zusammen mit Marija Gigowa und Jewgenija Kanajewa die meisten Einzelmehrkampf-Goldmedaillen in der Geschichte der Weltmeisterschaften und wurde dadurch im Guinness-Buch der Rekorde aufgelistet.

## Ende der aktiven Sportkarriere
1998 heiratete Marija Petrowa den bulgarischen Fußballer Borislaw Michajlow. Nach dem Ende ihrer aktiven Sportkarriere wurde sie 2001 Mitglied des bulgarischen Verbands der rhythmischen Sportgymnastik. Im gleichen Jahr wurde sie auch als internationale Kampfrichterin gewählt. 2005 wurde sie Mitglied des Technischen Komitees (TK) der UEG für die rhythmische Sportgymnastik, vier Jahre später wurde sie als Vizepräsident des TK der UEG gewählt und seit 2017 ist sie Präsident des TK der UEG für die rhythmische Sportgymnastik.